# バウンティ ハウンズ
『バウンティ ハウンズ』（Bounty Hounds）は、2006年9月21日にバンダイナムコゲームス（NBGI）から発売されたPlayStation Portable用のアクションゲームである。
UMD版発売から7年後の2013年11月28日にダウンロード版が配信開始された。

## キャラクター
- マキシミリアン・ウェブ
- コーティリア・マクファイフ
- ベネディクト・ベッテンドリフ
- アーチボルド・グレンダワー
- パーシバル・マスマティクス
- アンドレイ・エルドリッチ